# 阿洪姆語
阿豪姆語是印度東北部一種將近滅絕的侗台語系語言，是阿薩姆邦阿豪姆人的官方語言。

## 語言特徵
阿豪姆語被劃分為台語西南支，有文字。
- 主動賓（SVO）語序
- 是單音節語言
- 是聲調語言。每個音節以輔音開頭（包括喉塞音），有單元音或者雙元音。以開音節或者輔音結尾。然而阿洪姆文並不標記聲調。
- 缺乏屈折變換
- 是分析語

口語和书面阿豪姆語的語義多依賴上下文和語境，因此句中成分多可省略。

## 歷史語言
阿豪姆語是侗泰語系的一支，阿豪姆語與阿豪姆人起於雲南德宏。他們從中國廣西和越南北部之間的邊界遷移到緬甸北部，最後越過帕凱山進入布拉馬普特拉河建国。從1228年到1826年間是阿豪姆宮廷唯一語言。十五世纪開始接受阿薩姆語，十九世纪时已完全放棄。今天的阿豪姆語言主要用於禮儀目的，在日常生活中不再使用(現在只有100-200個祭司仍然使用)。它保留用於宗教聖歌和文献的文化意義。阿鲁纳恰尔邦（中国称藏南）艾通傣语(Tai Aiton)和帕克傣语(Tai Phake)與阿豪姆語最近。